# Josef Krám
Josef Krám (24. ledna 1937 Vysoká nad Labem) je bývalý středoškolský profesor, regionální historik a publicista.

## Život
Narodil se v rodině majitele mechanické dílny Antonína Kráma jako nejstarší ze tří dětí. Jeho otec byl zapojen do nacistického odboje kolem výsadku Barium a na sklonku války v květnu 1945 popraven. Po válce prosperující otcovu živnost komunisté zabavili.
Vystudoval Gymnázium J. K. Tyla v Hradci Králové, poté Vysokou školu pedagogickou v Praze, obory český jazyk a literatura (1959). Vojenskou službu absolvoval v Bratislavě. Prvním učitelským místem byla střední průmyslová škola strojní a učiliště v Rychnově nad Kněžnou, kde vytrval po celou profesní kariéru. Při zaměstnání vystudoval španělštinu (1966) a později získal také doktorát filozofie (1978).
V penzi se začal systematicky zajímat o historii města Rychnova nad Kněžnou. Během více než dvaceti let postupně sestavoval Rychnovského průvodce. K místním osobnostem zjistil řadu nových skutečností, např.
- pomohl objasnit závěr života Karla Poláčka a zpřesnit datum i místo jeho úmrtí,[4]
- publikoval neznámé údaje o kořenech Bohumila Hrabala v Rychnově nad Kněžnou,[4]
- v Německu vypátral hrob Jindřišky Rettigové, významné sopranistky.[4]

Publikuje v tisku, spolupracuje s rozhlasem a svých jazykových znalostí využívá mj. jako průvodce českých a polských turistů po Česku a Evropě.

## Dílo
- Průvodce Rychnovem nad Kněžnou – historie a současnost Rychnova nad Kněžnou od roku 1258.
- Průvodce Rychnovem nad Kněžnou a Čtení o Poláčkově městě. [Rychnov nad Kněžnou], 2012. Dostupné z: http://site.ebrary.com/lib/techlib/docDetail.action?docID=80114380
- Rychnovský průvodce. 1. vyd. Rychnov nad Kněžnou: Hotel Studánka, 2023. 363 s. ISBN 978-80-11-03123-7.
- Průvodce Rychnovem nad Kněžnou. [2017]. Přístup z: https://www.rychnov-city.cz/e-book-pruvodce-rychnovem-nad-kneznou/d-1025

## Ocenění
- Medaile Královéhradeckého kraje (2011)[2]
- Cena Města Rychnova nad Kněžnou (2011)[2]